# Zwartstreepgaasvlieg
De Zwartstreepgaasvlieg (Chrysopa nigricostata) is een insect uit de familie van de gaasvliegen (Chrysopidae), die tot de orde netvleugeligen (Neuroptera) behoort. 
Chrysopa nigricostata is voor het eerst wetenschappelijk beschreven door Brauer in 1851.